# Francisco Chaves Guzmán
Francisco Chaves Guzmán (Moral de Calatrava, 1947 - ) es un escritor y periodista español.

## Biografía
Habría nacido en Moral de Calatrava en 1947. Hijo de militar, siguió la carrera de Sociología pero empezó a trabajar antes de concluirla en un hotel de Benidorm en plena explosión turística de los últimos años del Franquismo. Allí empezó a estudiar el fenómeno del turismo de masas, al que consagró algún importante trabajo que figura en las bibliografías especializadas.
Trasladado a Ciudad Real, en 1992 decidió impulsar la asociación cultural La Fragua y una tertulia en el café Guridi, donde se reunían entre otros los escritores Carlos Cezón, José Luis Margotón y Ángel Romera. Publicó artículos en la revista de esta tertulia, Ucronía dirigida por Ángel Romera y con hermosas portadas del pintor Francisco Carrión Arenas. Escribió en distintos periódicos y recogió sus artículos publicados en Canfali de Ciudad Real en el volumen Pan y circo (1995); en esta obra expresa su gran delusión por algunos aspectos de la transición democrática española, en una postura muy parecida, aunque no idéntica, a la de José Bergamín. 
Su única novela es Retrato del héroe sumiso, una sátira contra la cultura de masas y las manipulaciones sexuales del poder que ha despertado algún interés en los Estados Unidos. Sus narraciones se encuentran recogidas en el volumen Retablo de arcanos (1993) y sus poemas en Horas de amor y vino (1994).

## Obras
- Retablo de arcanos, Ciudad Real, 1993.
- Horas de amor y vino, Ciudad Real, 1994.
- Incitación, Ciudad Real, 1992.
- Retrato del héroe sumiso, Ciudad Real, 1993.
- Pan y circo, 1995, artículos de prensa.